# Héliogravure
L'héliogravure ou rotogravure est un procédé d'impression particulièrement adapté aux très longs tirages où une haute qualité de reproduction est exigée. L'héliogravure est aussi un procédé ancien et de très haute qualité et rareté pour les tirages photographiques d'art (procédé appelé aussi « héliogravure au grain »).
Le savoir-faire de l'héliogravure est répertorié à l'Inventaire du patrimoine culturel immatériel en France.

## Historique
Héliographie (« dessin par le soleil ») est le premier nom donné au procédé de son invention par Nicéphore Niépce, ses premiers essais nécessitant une longue exposition au soleil. Devant la difficulté à transposer les images obtenues sur papier il travaille sur une méthode de gravure à partir de ses prises de vues, qui, perfectionnée, sera baptisée héliogravure. Avant d'être utilisée pour les grands tirages, l'héliogravure a été le procédé de la qualité couleur, avec l'impression de livres d'art (Dali, Gallimard, Larousse) et de cartes postales sur machines à plaques ; dans les années 1950 - 1960 les tirages pourront être de l'ordre de 500 à 300 ex. La trame originale carrée n'était plus visible avec la superposition des trois couleurs de base, le noir étant un plus destiné à souligner l'image ou pour les textes. La gravure des cylindres à l'acide perdurera jusqu'aux environ de 1984, elle sera alors complètement remplacée par la gravure mécanique aux diamants (illustration) qui utilise la trame de l'offset, ce qui donne des points de gravure de profondeur et de surface variables. Les rotatives passeront d'une largeur de 1200 mm à 4 200 mm et une vitesse de 50000 exemplaires/heure. Par la suite le terme s’applique à des techniques très variées donnant lieu à des développements d’une grande importance pour l’impression de gros tirages, et d’autre part des applications plus artisanales pour des reproductions photographiques de haute qualité. L'héliogravure industrielle — appelée par la suite « rotogravure » — apparaît en 1879 grâce à un imprimeur viennois, Karel Klíč.

## Principe
L’héliogravure permet le transfert d'une image sur une plaque de cuivre grâce à une gélatine photosensible. C'est un procédé d'impression en creux, comme la gravure en taille-douce, et non en relief comme la gravure sur bois ou la typographie. Cela signifie que l’encre est retenue dans les creux de la forme imprimante, et non à sa surface. L’image est tramée selon une trame très fine et la gélatine insolée est reportée sur le cuivre, soumis à la morsure d’un acide. À la différence de la similigravure, où les parties claires se traduisent par des petits points en relief et les foncées par des points plus larges, ici les parties claires sont gravées légèrement et les parties sombres profondément. On utilise une encre très liquide et relativement transparente. La forme est un cylindre ; l’encre est déposée par trempage dans l'encrier et appuyée par des rouleaux encreurs, une racle enlève le surplus en surface, l’encre demeurant dans les alvéoles constituera l'image. Sous la pression, l’encre se dépose sur le papier, donnant des gris plus ou moins denses selon l’épaisseur de l’encre déposée. Les encres au toluène sèchent rapidement, chaque couleur doit être sèche avant le passage de la couleur suivante, et un séchage total à la sortie en plieuse. L'air de séchage est en partie recyclé et passe en partie dans des adsorbeurs qui restituent le toluol. Les machines sont entièrement carénées pour le bruit et éviter que l'air chargé de solvant ne se disperse dans les ateliers. La trame de la gravure au diamant est visible au compte-fil, contrairement à la trame carrée d'origine. Les noirs sont très profonds là où la couche d’encre est épaisse, alors qu’elle est très fine dans les parties claires. L'héliogravure était reconnue pour sa grande qualité de couleur due à sa trame d'un minimum de 175 lignes par pouce.

## Technique
Cette technique est née dans les années 1820 des recherches de Joseph Nicéphore Niépce qui inventa les eaux fortes photographiques : plaques métalliques recouvertes d'un vernis durcissant à la lumière, puis lavées pour être mordues.

### Procédé

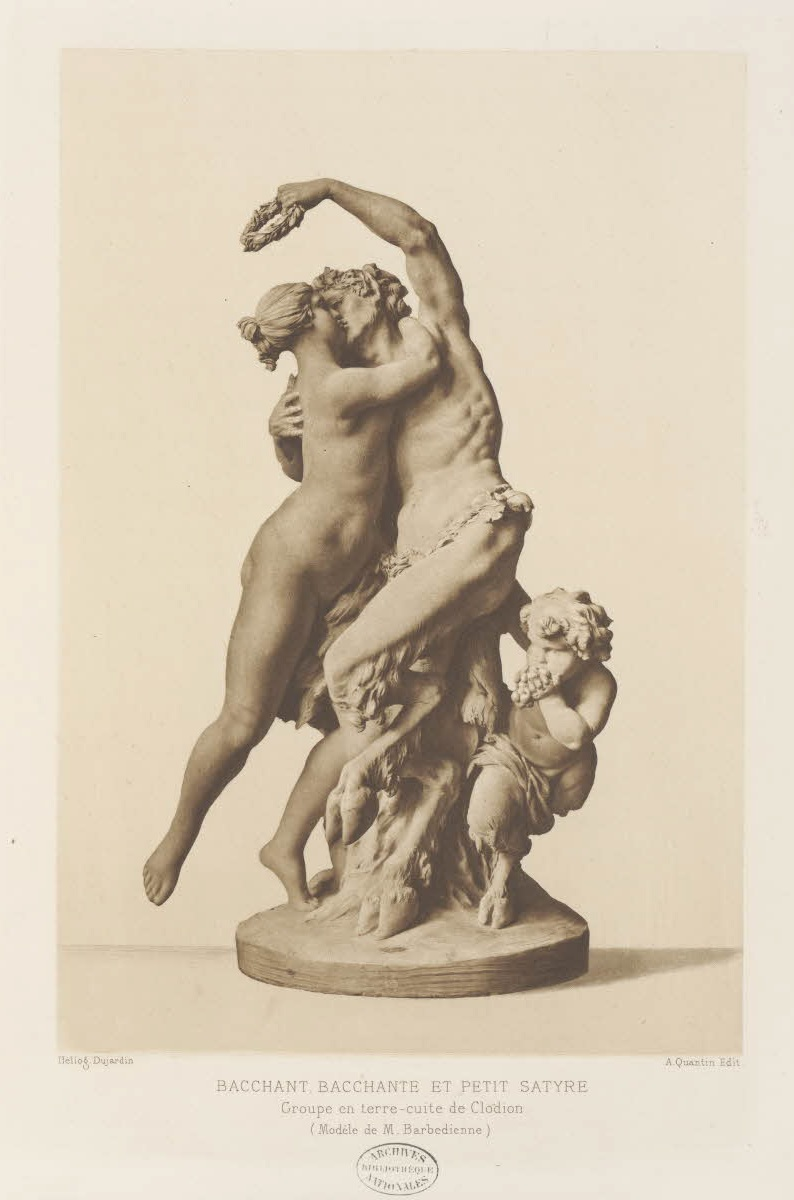
Photographie en héliogravure (années 1880) d’un moulage d’une statue de Clodion représentant un bacchant, une bacchante et un petit satyre par Barbedienne. Archives nationales BH/M II 166

L'héliogravure est un procédé d'impression en creux (alvéoles) par lequel l'encre est transférée directement depuis le cylindre métallique (cuivre) gravé vers le support. Le cylindre est gravé mécaniquement, à l'aide d'un diamant ou au laser. La taille et/ou la profondeur des creux (alvéoles) va déterminer une trame plus ou moins dense et donc une intensité de couleur plus ou moins importante.
L'encre doit être très liquide, afin de pouvoir rentrer dans les creux du cylindre.

### Problématiques de production
Le procédé d'impression par héliogravure mobilise des cylindres qui peuvent être encombrants (L 4 200 mm × D 320 mm) et assez lourds (> 450 kg). La question de l'intégration de la manipulation et du stockage des articles est donc fondamentale : un cylindre ne peut pas être posé sur le sol, cela endommagerait sa surface gravée.
On distingue le stockage sur racks avec mandrins du stockage dynamique qui permet de minimiser l'espace au sol occupé par le stockage et une meilleure intégration avec les systèmes de manutention. Le produit est généralement manipulé par pont roulant ou via un trolley.

## Utilisations
L'héliogravure a été le procédé qui a permis au daguerréotype de donner les premières impressions photographiques papier en utilisant la gravure de la plaque de cuivre sur papier.
L'héliogravure ensuite à partir de 1920 est utilisée pour les très longs tirages (à partir de 350 000 exemplaires) avec les presses industrielles. Le cylindre étant très résistant, une fois gravé, il est chromé et ne s'use pratiquement pas. Les catalogues de vente par correspondance tiraient à 10 000 000 de copies, par exemple. De nombreux périodiques sont tirés en hélio.
Le procédé permet d'imprimer sur divers supports : papier, carton, polymères, emballages souples, papiers décoratifs, tapisseries… Les utilisations sont variées : timbres-poste, publication de catalogues, de tickets, d'emballage…